# 전국무쌍 4
전국무쌍 4(戦国無双4, Samurai Warriors 4)는 2014년 코에이 테크모가 플레이스테이션 3, 플레이스테이션 4, 플레이스테이션 비타용으로 출시한 핵 앤 슬래시 게임이자 전국무쌍 3의 후속작이다. 이전 전국무쌍 게임과 달리 이 게임에는 일본어 음성 해설만 있다.
전국무쌍 4-II(戦国無双4-II)라는 게임의 수정 버전은 다음 해 2015년에 플레이스테이션 3, 플레이스테이션 4, 플레이스테이션 비타 및 윈도우용으로 스팀 (서비스)을 통해 출시되었다. 이 버전에는 플레이 가능한 캐릭터인 이이 나오마사(Naomasa Ii), 다양한 캐릭터에 초점을 맞춘 향상된 스토리 모드, 서바이벌 모드, 액션 밸런스 업그레이드, 컷신 및 캐릭터 개발 시스템이 포함되어 있다.
전국무쌍 DX(戦国無双DX)라는 게임의 향상된 버전은 2019년 일본에서 닌텐도 스위치 및 플레이스테이션 4용으로 출시되었으며, 2024년 5월에 일본어 및 영어 지원을 통해 전 세계적으로 윈도우(스팀을 통해)용으로 출시되었다. 이 에디션에는 150개 이상의 게임이 포함되어 있다. 이전에 전국무쌍 4에서 출시된 DLC에는 의상, 무기, 사용자 정의 부품, 시나리오 및 배경 음악이 포함된다.
전국무쌍 5라는 시리즈의 리부트가 2021년 6월과 7월에 닌텐도 스위치, 윈도우, 플레이스테이션 4 및 엑스박스 원용으로 출시되었다.

## 평가
| 평가 |                           |
| --- | ------------------------- |
| 통합 점수 통합사 점수 게임랭킹스 (PS4) 79.19% [ 1 ] 메타크리틱 (PS4) 76/100 [ 2 ] (PSV) 76/100 [ 3 ] 평론 점수 평론사 점수 디스트럭토이드 8/10 [ 4 ] 패미츠 34/40 [ 5 ] Hardcore Gamer 3.5/5 [ 6 ] |                           |
| 통합 점수 |                           |
| 통합사 | 점수                      |
| 게임랭킹스 | (PS4) 79.19%              |
| 메타크리틱 | (PS4) 76/100 (PSV) 76/100 |
| 평론 점수 |                           |
| 평론사 | 점수                      |
| 디스트럭토이드 | 8/10                      |
| 패미츠 | 34/40                     |
| Hardcore Gamer | 3.5/5                     |